# Selewinka pustynna
Selewinka pustynna, dawniej: selewinka (Selevinia betpakdalaensis) – słabo poznany gatunek gryzonia z rodziny popielicowatych, jedyny przedstawiciel rodzaju selewinka (Selevinia). W przeszłości był klasyfikowany w odrębnej, monotypowej rodzinie selewinkowatych (Selemniidae).

## Nazewnictwo
W polskiej literaturze zoologicznej gatunek Selevinia betpakdalaensis był oznaczany nazwą „selewinka”. W wydanej w 2015 roku przez Muzeum i Instytut Zoologii Polskiej Akademii Nauk publikacji „Polskie nazewnictwo ssaków świata” gatunkowi nadano nazwę „selewinka pustynna”, rezerwując nazwę „selewinka” dla rodzaju tych gryzoni.

## Wygląd
Selewinka  pustynna z wyglądu przypomina mysz. Długość ciała (tułów z głową) do 10 cm, a ogona do 7 cm. W części grzbietowej sierść jest wybarwiona na kolor szary z ciemniejszymi wzorkami, w części brzusznej szara lub biaława. Selewinka ma duże, ruchliwe uszy. Jej zęby mają uproszczoną budowę. Są małe i mają niskie korony.

## Występowanie
Jest gatunkiem endemicznym zamieszkującym półpustynie Kazachstanu.

## Tryb życia
Owadożerna, żywi się szarańczakami pustynnymi. Najbardziej aktywna rano i wieczorem, zapada w sen zimowy.